# ایلی بلاغ
ایلی بلاغ یک روستا در ایران است که در دهستان ماه‌نشان واقع شده‌است. ایلی بلاغ ۸۷۰ نفر جمعیت دارد.